# Luis Doreste
Luis Doreste Blanco (Las Palmas de Gran Canaria, 7 de marzo de 1961) es un deportista español que compitió en vela en las clases 470, Flying Dutchman y Soling. Fue el primer deportista español en coronarse doble campeón olímpico, en Los Ángeles 1984 y Barcelona 1992.

## Trayectoria
Proviene de una familia de regatistas, en la que han destacado su hermano mayor José Luis, medallista de oro en los JJ. OO. de Seúl 1988, y sus hermanos Manuel y Gustavo.
Participó en cuatro Juegos Olímpicos de Verano, obteniendo dos medallas de oro, en Los Ángeles 1984 en la clase 470 (junto con Roberto Molina Carrasco) y en Barcelona 1992 en la clase Flying Dutchman (con Domingo Manrique), el decimotercer lugar en Seúl 1988 en Flying Dutchman (con Miguel Noguer) y el octavo en Atlanta 1996 en Soling (con Domingo Manrique y David Vera).
Ganó dos medallas en el Campeonato Mundial de Flying Dutchman, oro en 1987 y bronce en 1991, y cinco medallas en el Campeonato Europeo de Flying Dutchman entre los años 1987 y 1992. También obtuvo dos medallas en el Campeonato Mundial de Soling, oro en 1995 y bronce en 1993, y una medalla de oro en el Campeonato Europeo de 470 de 1985.
En los Juegos Olímpicos de Barcelona 1992 hizo el juramento en nombre de todos los atletas y en representación del equipo olímpico español. Fue el abanderado de España en la ceremonia de apertura de los Juegos de Atlanta 1996. En 1994 fue condecorado con la Gran Cruz de la Real Orden del Mérito Deportivo.
Compitió en dos ediciones de la Copa América, en 2000 como patrón del Bravo España del equipo Spanish Challenge, y en 2007 como director deportivo del Desafío Español.
Obtuvo la licenciatura en Informática en la Universidad Politécnica de Cataluña y ejerce de profesor en la Universidad de Las Palmas de Gran Canaria.

## Palmarés internacional
| Juegos Olímpicos   | Juegos Olímpicos             | Juegos Olímpicos | Juegos Olímpicos |
| Año                | Lugar                        | Medalla          | Clase            |
| ------------------ | ---------------------------- | ---------------- | ---------------- |
| 1984               | Los Ángeles (Estados Unidos) | Medalla de oro   | 470              |
| Campeonato Europeo |                              |                  |                  |
| Año                | Lugar                        | Medalla          | Clase            |
| 1985               | Koper (Yugoslavia)           | Medalla de oro   | 470              |

| Juegos Olímpicos   | Juegos Olímpicos           | Juegos Olímpicos  | Juegos Olímpicos |
| Año                | Lugar                      | Medalla           | Clase            |
| ------------------ | -------------------------- | ----------------- | ---------------- |
| 1992               | Barcelona (España)         | Medalla de oro    | Flying Dutchman  |
| Campeonato Mundial |                            |                   |                  |
| Año                | Lugar                      | Medalla           | Clase            |
| 1987               | Kiel (RFA)                 | Medalla de oro    | Flying Dutchman  |
| 1991               | Tauranga (Nueva Zelanda)   | Medalla de bronce | Flying Dutchman  |
| Campeonato Europeo |                            |                   |                  |
| Año                | Lugar                      | Medalla           | Clase            |
| 1987               | Horten (Noruega)           | Medalla de bronce | Flying Dutchman  |
| 1988               | Palma de Mallorca (España) | Medalla de oro    | Flying Dutchman  |
| 1990               | Laredo (España)            | Medalla de plata  | Flying Dutchman  |
| 1991               | Abersoch (Reino Unido)     | Medalla de plata  | Flying Dutchman  |
| 1992               | Tolón (Francia)            | Medalla de plata  | Flying Dutchman  |

| Campeonato Mundial | Campeonato Mundial | Campeonato Mundial | Campeonato Mundial |
| Año                | Lugar              | Medalla            | Clase              |
| ------------------ | ------------------ | ------------------ | ------------------ |
| 1993               | Falero (Grecia)    | Medalla de bronce  | Soling             |
| 1995               | Kingston (Canadá)  | Medalla de oro     | Soling             |